# Deutsche Tourenwagen Masters 2013
Il Deutsche Tourenwagen Masters 2013 è stata la ventisettesima edizione del massimo campionato tedesco di auto da turismo, la quattordicesima stagione sotto il nome di Deutsche Tourenwagen Masters dalla ripresa della serie nel 2000.

## Scuderie e Piloti
| Costruttore   | Auto                     | Team                | N. | Pilota             | Gare  |
| ------------- | ------------------------ | ------------------- | -- | ------------------ | ----- |
| BMW           | BMW M3 DTM               | BMW Team Schnitzer  | 1  | Bruno Spengler     | Tutti |
| BMW           | BMW M3 DTM               | BMW Team Schnitzer  | 2  | Dirk Werner        | Tutti |
| BMW           | BMW M3 DTM               | BMW Team RBM        | 7  | Augusto Farfus     | Tutti |
| BMW           | BMW M3 DTM               | BMW Team RBM        | 8  | Joey Hand          | Tutti |
| BMW           | BMW M3 DTM               | BMW Team RMG        | 15 | Martin Tomczyk     | Tutti |
| BMW           | BMW M3 DTM               | BMW Team RMG        | 16 | Andy Priaulx       | Tutti |
| BMW           | BMW M3 DTM               | BMW Team MTEK       | 21 | Marco Wittmann     | Tutti |
| BMW           | BMW M3 DTM               | BMW Team MTEK       | 22 | Timo Glock         | Tutti |
| Mercedes-Benz | DTM AMG Mercedes C-Coupé | HWA Team            | 3  | Gary Paffett       | Tutti |
| Mercedes-Benz | DTM AMG Mercedes C-Coupé | HWA Team            | 4  | Roberto Merhi      | Tutti |
| Mercedes-Benz | DTM AMG Mercedes C-Coupé | HWA Team            | 9  | Christian Vietoris | Tutti |
| Mercedes-Benz | DTM AMG Mercedes C-Coupé | HWA Team            | 10 | Robert Wickens     | Tutti |
| Mercedes-Benz | DTM AMG Mercedes C-Coupé | Mücke Motorsport    | 17 | Daniel Juncadella  | Tutti |
| Mercedes-Benz | DTM AMG Mercedes C-Coupé | Mücke Motorsport    | 18 | Pascal Wehrlein    | Tutti |
| Audi          | Audi RS5 DTM             | Team Rosberg        | 5  | Edoardo Mortara    | Tutti |
| Audi          | Audi RS5 DTM             | Team Rosberg        | 6  | Filipe Albuquerque | Tutti |
| Audi          | Audi RS5 DTM             | Abt Sportsline      | 11 | Mattias Ekström    | Tutti |
| Audi          | Audi RS5 DTM             | Abt Sportsline      | 12 | Jamie Green        | Tutti |
| Audi          | Audi RS5 DTM             | Phoenix Racing      | 19 | Mike Rockenfeller  | Tutti |
| Audi          | Audi RS5 DTM             | Phoenix Racing      | 20 | Miguel Molina      | Tutti |
| Audi          | Audi RS5 DTM             | Audi Sport Team Abt | 23 | Timo Scheider      | Tutti |
| Audi          | Audi RS5 DTM             | Audi Sport Team Abt | 24 | Adrien Tambay      | Tutti |

## Calendario e Risultati
Il 23 ottobre 2012 viene annunciato un calendario provvisorio di undici turni, mentre il 21 novembre viene pubblicato il calendario definitivo.  In seguito, 19 dicembre vengono fatte delle modifiche, il round di Norisring viene spostato indietro di una settimana per evitare la sovrapposizione con il Gran Premio di Germania. Anche il round di Zandvoort viene spostato da luglio a settembre e sarebbe diventato il penultimo evento della stagione.
| Round | Circuito                                       | Data         | Pole position      | Giro veloce        | Pilota vinvitore  | Team vincitore     | Costruttore      |
| ----- | ---------------------------------------------- | ------------ | ------------------ | ------------------ | ----------------- | ------------------ | ---------------- |
| 1     | Hockenheimring, Baden-Württemberg              | 5 maggio     | Timo Scheider      | Augusto Farfus     | Augusto Farfus    | BMW Team RBM       | BMW              |
| 2     | Brands Hatch, Kent                             | 19 maggio    | Mike Rockenfeller  | Gary Paffett       | Mike Rockenfeller | Phoenix Racing     | Audi             |
| 3     | Red Bull Ring, Spielberg                       | 2 giugno     | Bruno Spengler     | Marco Wittmann     | Bruno Spengler    | BMW Team Schnitzer | BMW              |
| 4     | EuroSpeedway Lausitz, Brandeburgo              | 16 giugno    | Christian Vietoris | Mike Rockenfeller  | Gary Paffett      | HWA Team           | Mercedes-Benz    |
| 5     | Norisring, Norimberga                          | 14 luglio    | Robert Wickens     | Christian Vietoris | Nessun vincitore  | Nessun vincitore   | Nessun vincitore |
| 6     | Moscow Raceway, Volokolamsk                    | 4 agosto     | Mike Rockenfeller  | Adrien Tambay      | Mike Rockenfeller | Phoenix Racing     | Audi             |
| 7     | Nürburgring, Renania-Palatinato                | 18 agosto    | Augusto Farfus     | Pascal Wehrlein    | Robert Wickens    | HWA Team           | Mercedes-Benz    |
| 8     | Motorsport Arena Oschersleben, Sassonia-Anhalt | 15 settembre | Jamie Green        | Joey Hand          | Augusto Farfus    | BMW Team RBM       | BMW              |
| 9     | Circuit Park Zandvoort, Olanda Settentrionale  | 29 settembre | Marco Wittmann     | Marco Wittmann     | Augusto Farfus    | BMW Team RBM       | BMW              |
| 10    | Hockenheimring, Baden-Württemberg              | 20 ottobre   | Bruno Spengler     | Christian Vietoris | Timo Glock        | BMW Team MTEK      | BMW              |

## Classifiche

### Classifica piloti
| Pos. | Piloti             | HOC | BRH | RBR | LAU | NOR | MSC | NÜR | OSC | ZAN | HOC | Punti |
| ---- | ------------------ | --- | --- | --- | --- | --- | --- | --- | --- | --- | --- | ----- |
| 1    | Mike Rockenfeller  | 8   | 1   | 4   | 2   | 5   | 1   | 4   | 2   | 2   | 16  | 142   |
| 2    | Augusto Farfus     | 1   | Rit | 6   | 12  | 16  | 3   | 2   | 1   | 1   | 11  | 116   |
| 3    | Bruno Spengler     | 5   | 2   | 1   | 7   | 6   | 19  | 14  | 21  | 20  | 3   | 82    |
| 4    | Christian Vietoris | 3   | 8   | 7   | 3   | 3   | 10  | 3   | 18  | 15  | 7   | 77    |
| 5    | Robert Wickens     | Rit | 3   | 12  | 4   | 2   | 12  | 1   | 22  | 16  | 18  | 70    |
| 6    | Gary Paffett       | 4   | 6   | 9   | 1   | 18  | 5   | 17  | 6   | 9   | 9   | 69    |
| 7    | Mattias Ekström    | Rit | 7   | 5   | 8   | DSQ | 2   | 13  | 7   | 4   | 4   | 68    |
| 8    | Marco Wittmann     | 9   | 4   | 2   | 21  | 10  | 15  | 7   | 12  | 5   | DSQ | 49    |
| 9    | Timo Glock         | Rit | 13  | 3   | 14  | 13  | 16  | 18  | 15  | 18  | 1   | 40    |
| 10   | Timo Scheider      | 6   | 9   | 16  | 20  | Rit | 9   | Rit | 5   | 3   | 13  | 37    |
| 11   | Jamie Green        | 14  | 15  | 18  | 5   | 19† | 6   | 9   | 3   | 13  | 12  | 35    |
| 12   | Joey Hand          | 7   | 5   | Rit | 15  | 8   | 7   | Rit | 16  | 7   | 20  | 32    |
| 13   | Dirk Werner        | 2   | 12  | 8   | 13  | 11  | 8   | 15  | 13  | 21  | 8   | 30    |
| 14   | Adrien Tambay      | Rit | 18  | 11  | 11  | 15  | 4   | 6   | 9   | 6   | 14  | 30    |
| 15   | Roberto Merhi      | 10  | 16  | 20  | 10  | 7   | 14  | 19  | 14  | Rit | 2   | 26    |
| 16   | Daniel Juncadella  | 12  | 20  | 13  | 6   | 4   | 18  | Rit | 17  | 17  | 10  | 21    |
| 17   | Miguel Molina      | 15  | 11  | 14  | 16  | 14  | Rit | 8   | 8   | 10  | 5   | 19    |
| 18   | Filipe Albuquerque | 16  | 17  | 17  | 18  | 12  | 13  | 11  | 4   | 8   | Rit | 16    |
| 19   | Martin Tomczyk     | 13  | 14  | Rit | 19  | Rit | 17  | 5   | 20  | 11  | 19  | 10    |
| 20   | Andy Priaulx       | 17  | 19  | 19  | 22  | 9   | 20  | 16  | 19  | 19  | 6   | 10    |
| 21   | Edoardo Mortara    | Rit | 21  | 15  | 9   | 17  | Rit | 12  | 10  | 14  | 15  | 3     |
| 22   | Pascal Wehrlein    | 11  | 10  | 10  | 17  | 20  | 11  | 10  | 11  | 12  | 17  | 3     |
| Pos. | Pilota             | HOC | BRH | RBR | LAU | NOR | MSC | NÜR | OSC | ZAN | HOC | Punti |

### Classifica costruttori
| Pos. | Costruttore   | HOC | BRH | RBR | LAU | NOR | MSC | NÜR | OSC | ZAN | HOC | Punti |
| ---- | ------------- | --- | --- | --- | --- | --- | --- | --- | --- | --- | --- | ----- |
| 1    | BMW           | 61  | 40  | 70  | 6   | 15  | 25  | 34  | 25  | 41  | 52  | 369   |
| 2    | Audi          | 12  | 33  | 22  | 34  | 10  | 65  | 26  | 65  | 58  | 22  | 347   |
| 3    | Mercedes-Benz | 28  | 28  | 9   | 61  | 51  | 11  | 41  | 8   | 2   | 27  | 266   |
| Pos. | Cstruttore    | HOC | BRH | RBR | LAU | NOR | MSC | NÜR | OSC | ZAN | HOC | Punti |